# آنتساهاواریبه (سامباوا)
آنتساهاواریبه (به لاتین: Antsahavaribe) یک منطقهٔ مسکونی در ماداگاسکار است که در سامباوا واقع شده‌است. آنتساهاواریبه ۱۷٬۰۰۰ نفر جمعیت دارد و ۶۵۹ متر بالاتر از سطح دریا واقع شده‌است.